# Pierre Jolibois (homme politique)
Pour les articles homonymes, voir Pierre Jolibois et Jolibois.
Pierre-Alfred Jolibois, né à Épinac le 23 juin 1860 et mort à Paris le 7 janvier 1908, est un ingénieur civil et homme politique français.

## Biographie
Fils d'un comptable employé aux houillères d'Épinac, Pierre-Alfred Jolibois naît au lieu-dit du Curier le 23 juin 1860.
Élève de l'École municipale supérieure Lavoisier à Paris de 1874 à 1876, il sort avec le diplôme d'ingénieur de l’École nationale des arts et métiers d'Angers en 1879. La même année, il entre aux Ponts et chaussées, dont il est nommé conducteur en 1881. D'abord attaché à la construction de lignes ferroviaires, il passe en 1886 dans le service de la navigation de la Seine. C'est à ce titre qu'il demande, dès 1892, la reconstruction du pont Notre-Dame de 1853, qui sera finalement votée en 1907 et réalisée en 1919.
En 1894, il fonde la Bibliothèque du conducteur de travaux publics, une encyclopédie professionnelle en 73 volumes. Il est également le rédacteur en chef de la Tribune des Travaux publics ainsi que de la revue Les Travaux publics à partir de 1902 et écrit pour la Revue technologique. Nommé officier d'Académie et chevalier du Mérite agricole en 1901, il est décoré de la Légion d'honneur par décret du 20 mai 1903.
Radical-socialiste, il se présente lors des élections municipales de 1904 dans le Quartier Notre-Dame à Paris. Le jeu y est très ouvert car le conseiller sortant, le nationaliste Paul Baranton, ne se représente pas. Pendant la campagne électorale, Jolibois est notamment soutenu par le député Louis Martin. Au premier tour du scrutin, Jolibois arrive en tête avec 489 voix, devant le nationaliste Goussot (386), le socialiste Albert Harrent (330), le nationaliste Bacconnier (308), le radical-socialiste Dariac (289), le républicain Goubin (186), le progressiste Masson (154), le socialiste anti-collectiviste Loize (145), le républicain libéral Buisson (137), le républicain socialiste Bellay (104) et le socialiste révolutionnaire Rieux (72). Au second tour, Jolibois est élu avec 1 393 suffrages, contre 1 109 à Goussot.
Au conseil municipal, il appartient au groupe radical-socialiste et participe aux travaux de la deuxième commission (routes, chemins et assainissement) et de la sixième (hygiène, eau, navigation).
Pierre Jolibois est secrétaire du conseiller municipal depuis quelques mois quand il meurt, frappé d'une attaque d’apoplexie, le 7 janvier 1908, à son domicile du no 7 de la rue Jean-du-Bellay. Après des obsèques célébrées le 9 janvier en l'église Saint-Louis-en-l'Île, il est inhumé au cimetière du Montparnasse.